# Camino de Cruces
Ne doit pas être confondu avec Camino Real.

Routes commerciales coloniales dans l'isthme de Panama:
▬▬▬ Camino Real de Portobelo (de Panamá à Portobelo)
▬▬▬ Camino Real de Nombre de Dios (route de Nombre de Dios)
▬▬▬ Camino Real de Cruces (par le río Chagres)
▬▬▬ Camino de Cruces (pour la visite à pied)

Le Camino de Cruces, également connu sous le nom de Camino Real de Cruces, était l'une des routes historiques de l'isthme de Panama qui reliait la mer des Caraïbes à l'océan Pacifique à l'époque de la colonisation espagnole de l'Amérique.

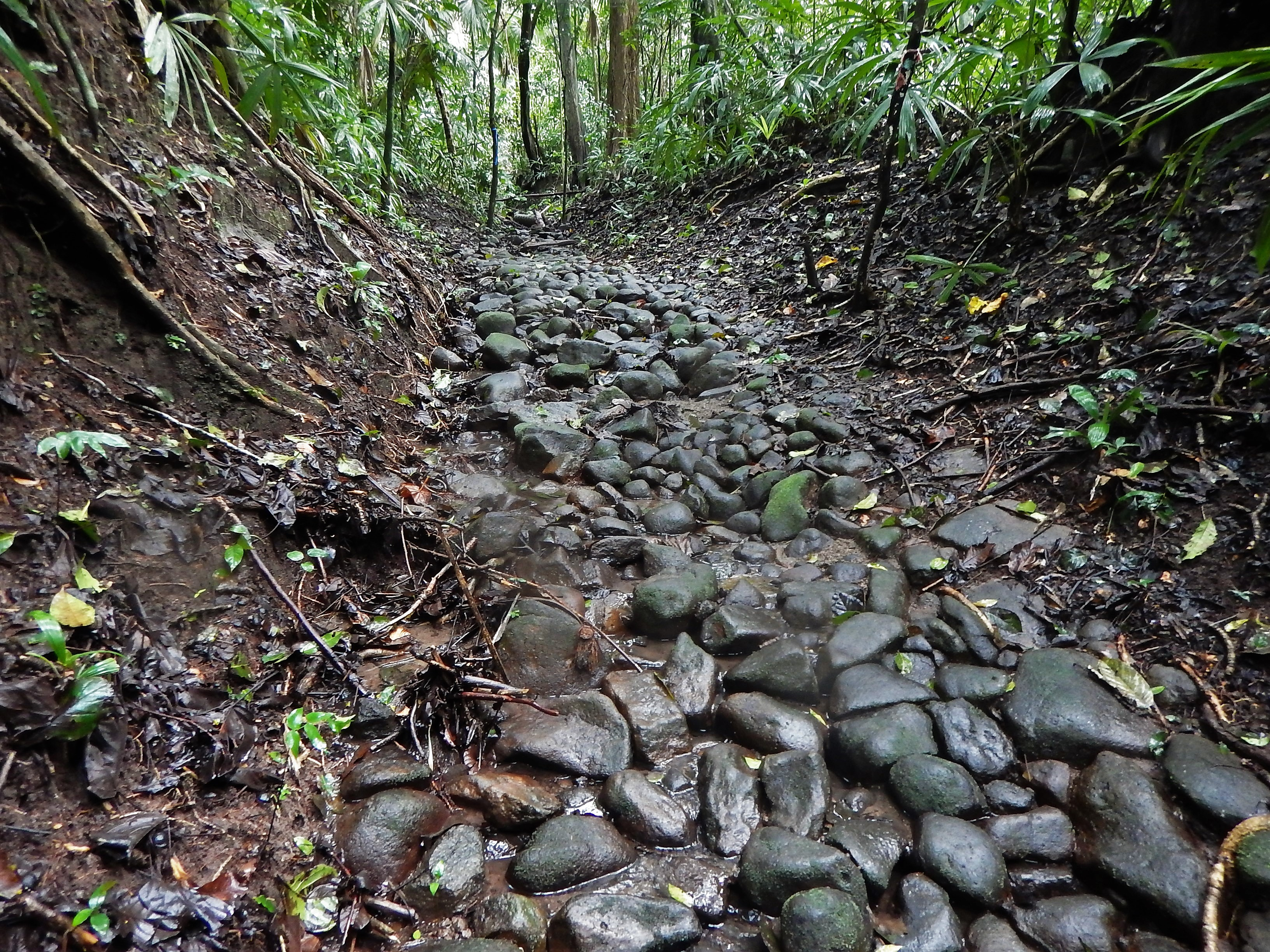
Restes de pavés sur le Camino Real de Cruces.

## Historique
Construit vers 1530, comme voie alternative au Camino Real, il est devenu avec celui-ci et le plus récent Camino de Gorgona, la seule façon de traverser l'isthme d'un océan à l'autre, avant la construction du chemin de fer transisthmique.
En 1577, le pirate britannique John Oxenham et Juan Vaquero, roi des noirs, accompagnés 50 Anglais et 200 Marrons de la palenque Ronconcholon, ont utilisé ce chemin pour se rendre à l'archipel des Perles.
L'itinéraire du Camino de Cruces était multimodal, partant initialement de Panamá Viejo, c'était par voie terrestre, à pied ou à dos de mulet, jusqu'à la ville de Venta de Cruces, (près de la ville actuelle de Gamboa) sur les rives du río Chagres il était navigué jusqu'à son embouchure dans la mer des Caraïbes. Après la destruction de la ville en 1671, les routes ont été détournées vers la nouvelle ville. 
Le voyage était de six lieues (environ six heures à pied). À partir de la ville de Cruces, les passagers et les marchandises poursuivaient ensuite leur voyage en bateau, en suivant le cours de la rivière Chagres, jusqu'à son embouchure ou se trouvait le Fort San Lorenzo, puis par la mer jusqu'à Portobelo. 
C'est devenu une route alternative pour soutenir le trafic du Camino Real.
La route était en pierres, avec une largeur de huit pieds (deux fois la largeur du Camino Real de Portobelo, qui n'avait presque pas de pavés) et avec de plus grandes pierres de taille sur les bords.
Des enquêtes ultérieures au tremblement de terre de 1621 ont révélé que le Camino de Cruces s'était déplacée de trois mètres de son point d'origine.
C'est par cette voie que l'armée de pirates commandées par Henry Morgan passèrent pour attaquer et piller la ville de Panama en 1671. Après le pillage et la destruction de Panamá Viejo et la reconstruction ultérieure de la ville de San Felipe (aujourd'hui Casco Antiguo), l'axe des routes royales fut changé, en direction du nouvel emplacement, et dans le cas du Camino Real de Cruces, l'ancien itinéraire a été maintenu jusqu'à la vieille ville de Limarrete (située entre l'actuelle avenue Madden et la rivière Caimitillo) et à partir de là un nouvel itinéraire a été tracé et construit en direction de San Felipe. Ce nouveau segment du Camino Real de Cruces est le plus connu, car c'était celui qui fut utilisé jusqu'au XIXe siècle.
Avec les attaques constantes des pirates et la destruction de Portobelo en 1739, l'utilisation des routes transisthmique au Panama entre dans une phase de déclin, puis avec la construction du Chemin de fer du Panama en 1855, le Camino Real de Cruces est abandonné.
Au fil du temps, la végétation de la jungle, ainsi que le développement urbain et la spéculation immobilière (dans les zones proches de Panama City) ont fait disparaître une partie du pavé primitif du Camino. Il est toutefois encore possible de voir des segments dudit pavé dans les zones intérieures du parc national de Camino de Cruces (es) et du parc national de Soberanía (es), ainsi que dans le quartier de Clayton et ses environs, tous avec des réhabilitations plus ou moins récentes.

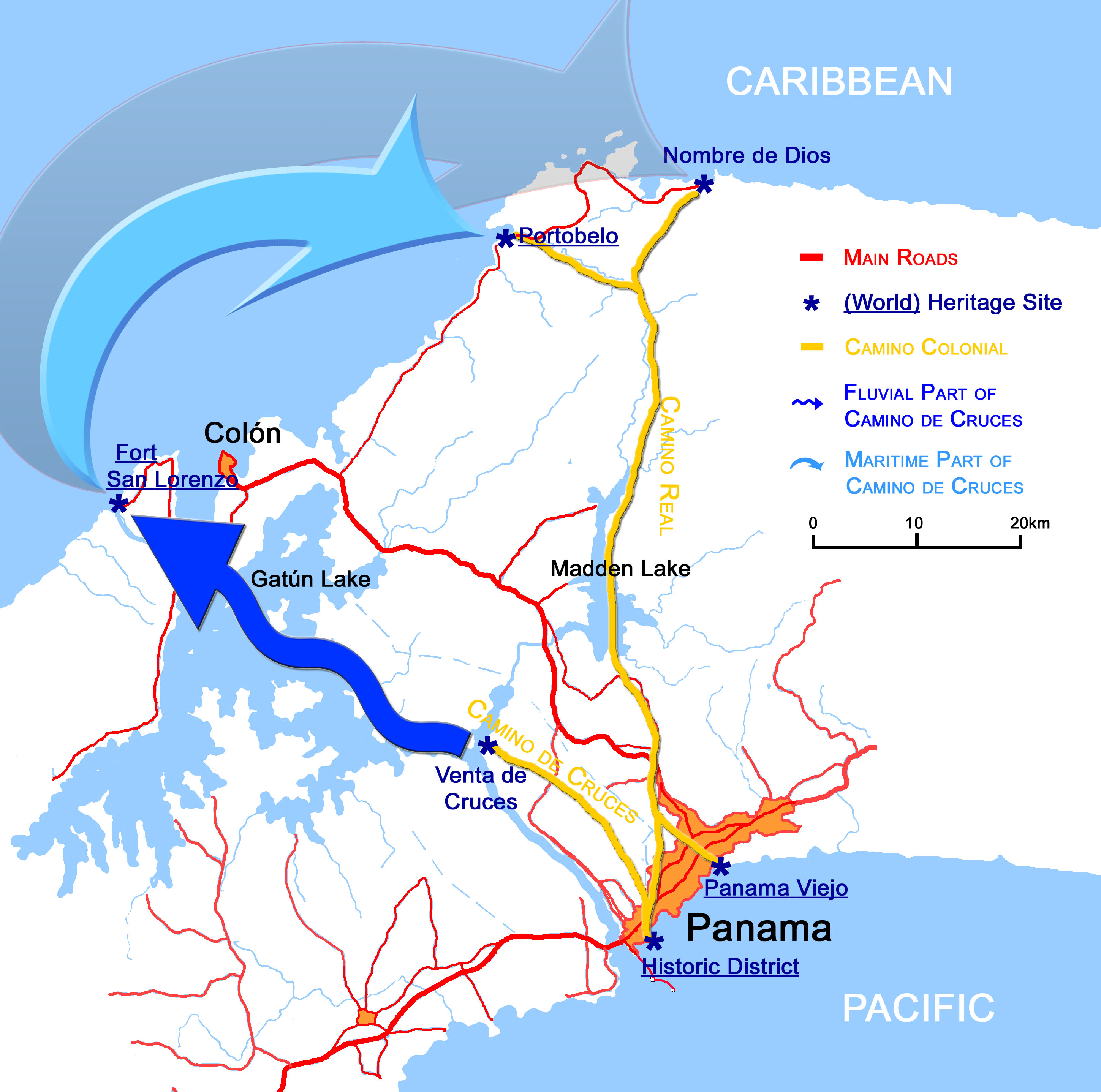
Localisation des routes coloniales au Panama.

## Le chemin aujourd'hui
Aujourd'hui, le tronçon de route terrestre, entre Venta de Cruces et la vieille ville de Panama (environ 36 kilomètres), est l'un des sentiers de randonnée les plus importants du Panama, qui permet de voyager à travers un environnement à dominante jungle. Étant situé à courte distance de la capitale, cet itinéraire, qui est suivi par des milliers de promeneurs, est bien identifié et partiellement balisé de balises orange et peut être parcouru à pied, en deux ou trois étapes :
- Étape 1 - De Venta de Cruces à l'intersection avec l'avenue Madden (10,82 km.)
- Étape 2 - De l'intersection avec l'avenue Madden jusqu'à l'intersection avec la Via Centenario (10,67 km)
- Étape 3 - De l'intersection avec la Vía Centenario à la Puerta de Tierra (aujourd'hui la maison municipale), dans la vieille ville de Panama (14 km.). Cette section est principalement urbaine.

## Protection
3 sections du camino de Cruces sont inscrites sur la liste du patrimoine mondial en 2025 par l'UNESCO, en tant que parties du bien « La route transisthmique coloniale du Panamá ».